# Ромаши (Кировская область)
 Ромаши  — деревня в Афанасьевском районе Кировской области в составе Пашинского сельского поселения.

## География
Расположена на расстоянии примерно 19 км на юг-юго-восток по прямой от райцентра поселка Афанасьево на правобережье реки Кама.

## История
Известна с 1727 года как деревня Ромашевых с 1 двором, в 1873 году здесь (Ромашевская или Ромашева, Ерошкины, с дер. Карагай) дворов 47 и жителей 314, в 1926 (Ромашевская) 36 и 161, в 1950 (Ромашовская) 28 и 87, в 1989 288 жителей. Настоящее название утвердилось с 1978 года.  

## Население
Постоянное население составляло 199 человек (русские 100%) в 2002 году, 143 в 2010.